# 大統領自由勲章
大統領自由勲章（だいとうりょうじゆうくんしょう、英語: Presidential Medal of Freedom）は、アメリカ合衆国の勲章で、議会名誉黄金勲章と並んで文民に贈られる最高位の勲章である。

## 解説
受章対象者は、「アメリカ合衆国の国益や安全、または世界平和の推進、文化活動、その他の公的・個人的活動に対して特別の賞賛に値する努力や貢献を行った個人」である。
この勲章は1963年にジョン・F・ケネディが大統領命令11085号により、第二次世界大戦中の1945年にハリー・S・トルーマンによって制定された自由勲章の受章対象者を拡大する形で制定された。
授章式は独立記念日・7月4日の前後に行われ、毎年授章式が行われている。受章者の決定は、推薦などを参考に大統領が行う。故人に追贈されることもある。

## 受章者
国家元首・政治家関連
アラン・グリーンスパン（元FRB議長）、アルバロ・ウリベ（元コロンビア大統領）、マーガレット・サッチャー（元イギリス首相）、トニー・ブレア（元イギリス首相）、ジョージ・H・W・ブッシュ（元アメリカ大統領）、アンゲラ・メルケル（ドイツ首相）、ジョン・ハワード（元オーストラリア首相）、ドナルド・ラムズフェルド（元国防長官）、ヘンリー・キッシンジャー、ディック・チェイニー（元国務長官）、ジョージ・シュルツ（元国務長官）、ロバート・マクナマラ（元国防長官）、メアリー・ロビンソン（元アイルランド大統領）、ジョー・バイデン（受賞時は現職の副大統領。2021年より正大統領）、ヒラリー・クリントン（元国務長官）など
経営学者、経営者関連
ピーター・ドラッカー、ウォーレン・バフェット、ビル・ゲイツ、スティーブ・ジョブズ、メリンダ・ゲイツ
文化・芸能・スポーツ関連
ボノ、ドリス・デイ、チャールトン・ヘストン、ウォルト・ディズニー、ジョン・ハーシェル・グレン、フランク・シナトラ、ブルース・スプリングスティーン、ボブ・ディラン、ヨーヨー・マ、スタン・ミュージアル、ジェシー・オーエンス、トム・ハンクス、アレサ・フランクリン、モハメド・アリ、ビリー・ジーン・キング、マイケル・ジョーダン、ラッシュ・リンボー、ベーブ・ルース、リオネル・メッシなど
平和・人権・福祉活動家
ヨハネ・パウロ2世、マザー・テレサ、ヘレン・ケラー、フレッド・コレマツ、ゴードン・ヒラバヤシ、ミノル・ヤスイ、マーティン・ルーサー・キング・ジュニア、グロリア・スタイネム、ジョン・ルイス、フランシスコなど
また、複数回の受章が可能であり、デンゼル・ワシントンやコリン・パウエルはこの賞を複数回受章している。一部の叙勲は栄誉章付き(Presidential Medal of Freedom with Distinction)となっている。

## 意匠
メダルのデザインは、エナメルの赤五角形をベースに、白エナメル・金縁の星を配したものである。星の中心には、円形の青地エナメルがあり、さらにその中に（アメリカの独立の象徴である）13個の金星が配置されている。メダルの周囲には、5羽の羽を広げたワシが円状に配されている。

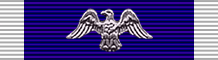
略綬（通常型）
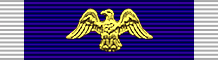
略綬（栄誉章付き Medal with Distinction）